# Ravnalo (zviježđe)
Ovo je članak o zviježđu. Za druga značenja vidi Ravnalo (razdvojba).
Ravnalo (lat. Norma) jedno je od 88 modernih zviježđa. Manje zviježđe južne polutke pozicionirano između Škorpiona i Kentaura.
Mliječni put prolazi kroz Ravnalo, a zviježđe sadrži osam otvorenih skupova zvijezda vidljivih promatračima dvogledom. U zviježđu se nalazi i Abell 3627, koji se naziva i skup Norma, jednim od najmasovnijih poznatih skupova galaktika.

## Vanjske poveznice
- Yale Bright Star Catalog
- Norma on Robin Gatter's site  Arhivirana inačica izvorne stranice od 18. studenoga 2006. (Wayback Machine)
- Ian Ridpaths's Star Tales
- Norma on Richard Dibon-Smith's site
- Peoria Astronomical Society: Norma  Arhivirana inačica izvorne stranice od 6. prosinca 2006. (Wayback Machine)
- The Deep Photographic Guide to the Constellations: Norma